# Alan Root
Alan George Winsor Root OBE (* 12. Mai 1937 in London; † 28. August 2017 nahe der Lewa Wildlife Conservancy, Kenia) war ein britischer Dokumentarfilmer, der zahlreiche Auszeichnungen für seine Tierfilme erhielt.

## Leben

### Familie
Alan Root wurde als Sohn eines britischen Managers in der Nahrungsmittelindustrie geboren. 1943 zog die Familie nach Kenia, wo Root aufwuchs. Er besuchte die Prince of Wales School in Nairobi. Mit sechzehn ging er von der Schule ab und betätigte sich zunächst als Motorrad-Stuntman und Fährtensucher.
1961 heiratete er Joan Thorpe, die Tochter des britischen Besitzers einer Kaffeeplantage in Kenia, mit der er sich am Lake Naivasha niederlassen und zahlreiche Filme drehen sollte. Das Paar trennte sich 1982, nachdem er sich in eine andere Frau verliebt hatte. 1990 wurde die Ehe geschieden und er ehelichte im folgenden Jahr Jennie Hammond. Nachdem Jennie 2000 gestorben war, heiratete er in dritter Ehe Fran Michelmore, mit der er zwei Kinder hatte.

## Werk
Root wurde als Teenager durch den in Nairobi lebenden Filmemacher Armand Denis angeregt zu filmen. Er drehte dann einen Film über Blatthühnchen. Alan Root lernte Bernhard und Michael Grzimek kennen und freundete sich mit Michael an. Nach dessen Tod bei einem Flugzeugabsturz 1959 half er den Film Serengeti darf nicht sterben zu vollenden, was den Beginn seiner beruflichen Filmtätigkeit sein sollte.
Die in den 1960ern bis in die 1980ern mit seiner ersten Frau Joan Root gedrehten Filme zeigten Tiere in bis dahin ungewohnten Perspektiven, etwa rasende Tierherden aus Sicht einer Schildkröte oder aus Sicht eines Heißluftballons, das Innere eines Termitenhügels. Alan Root war bekannt dafür Risiken einzugehen. Er trug durch zahlreiche Angriffe von Gorillas, Leoparden, Flusspferden oder Puffottern, wie auch Flug- und Motorradunfällen Narben davon. George Plimpton bezeichnet Root im New Yorker als „the Man Who Was Eaten Alive“ (der Mann, der lebendig gefressen wurde).
Der erste Film mit seiner Frau Joan, mit der er zehn Filme produzieren sollte, war Voyage to the Enchanted Isles (1972) und wandelte auf den Spuren von Charles Darwin auf den Galapagosinseln.
1988 drehte er die Tieraufnahmen für den Film Gorillas im Nebel über das Leben von Dian Fossey. Alan Root und seine erste Frau Joan sollen Fossey ihre ersten Gorillas gezeigt haben.

## Filmographie
- 1972 Voyage to the Enchanted Isles
- 1973: Baobab: Portrait of a Tree
- 1975: Safari by Balloon
- 1975: The Year of the Wildebeest
- 1978: Mysterious Castles of Clay
- 1981: A Season in the Sun
- 1988: Gorillas im Nebel (Gorillas in the Mist) – Tieraufnahmen
- 1996: A Space in the Heart of Africa

## Ehrungen
Oscars
- 1979: Nominierung für bester Dokumentarfilm für Mysterious Castles of Clay[5]

Peabody Awards
- 1979: Peabody Award für Mysterious Castles of Clay[6]

Goldene Kamera
- 1994: Dokumentation der Tierwelt[7]

Order of the British Empire
- 2008: Auszeichnung als Officer des Order of the British Empire (OBE)[3]